# Norma Croker
Norma Wilson Croker-Fleming (Brisbane, 11 de setembro de 1934) é uma ex-atleta, velocista e campeã olímpica australiana.
Em Melbourne 1956, ela integrou o revezamento 4X100 m australiano junto com Betty Cuthbert, Shirley Strickland e Fleur Mellor, que ganhou a medalha de ouro e quebrou o recorde mundial da prova. Também participou dos 200 m individuais, ficando na quarta posição.
Em Roma 1960, Croker participou novamente do revezamento, que acabou desclassificado durante as eliminatórias e ficou em 15º lugar no salto em distância.